# Escudo de Rodesia
El escudo de armas de Rodesia fue originalmente usado en 1923 por la colonia británica de Rodesia del Sur, posteriormente conocida como República de Rodesia después de 1964.
La autorización oficial por la Administración Real para el escudo de armas fue concedida el 11 de agosto de 1924.
El escudo contiene un león rampante de gules y dos cardos, salidos de las armas de la familia de Cecil Rhodes, de la cual deriva el nombre de la colonia, y un lema en latín: Sit Nomine Digna cuya traducción literal significa "Sea Digno del Nombre" en referencia a Rhodes. El pico de oro en campo de sinople, representa la extracción minera, una fuente económica de la colonia. Los elementos del mencionado escudo rodesiano están timbrados por un yelmo con burelete y lambrequines colores celeste, dorado y verdoso surmontado por una estatuilla de un pájaro dorado, el Ave de Zimbabue encontrada en las ruinas del Gran Zimbabue. Dos soportes en forma de antílope sable rodean el escudo. El escudo de armas fue usado con el pabellón azul británico, tal como en muchas otras colonias, primero con un disco blanco, y más tarde, sin disco alguno. Este diseño sirvió como bandera de Rodesia, antes de 1964, cuando el campo de la bandera se modificó en azul claro. En 1968, en el escudo figura una nueva bandera nacional, colocada al centro, y cuando Rodesia se declaró república en 1970, fue incluido en la bandera del presidente rodesiano.
Las mismas armas permanecerán inalteradas después del renacimiento del país por Zimbabue Rodesia en 1979, y fueron usadas por el gobierno de Zimbabue del 18 de abril de 1980 al 21 de septiembre de 1981, cuando entró en vigor el actual escudo de Zimbabue.[cita requerida]
- Datos: Q8778116